# Mavzolej imama Alija
Mavzolej imama Alija (perzijsko مقام علی, latinizirano: Maqām ʿAlī) ali Modra mošeja (مسجد کبود), ki stoji v Mazar-e Šarifu v Afganistanu, je svetišče, v katerem naj bi bila grobnica kalifa Alija, prvega imama šiitskih muslimanov (vladal 656–661).
Mnogi romarji tukaj vsako leto praznujejo Novruz (iransko oziroma perzijsko novo leto). Na letni slovesnosti Džahenda Bala se dvigne zastava v čast Aliju. Ljudje se dotaknejo zastave za domnevno srečo v novem letu.
Obstaja svetniška legenda že iz predislamskih časov, saj se domneva tudi, da je bil tu prvotno pokopan staroperzijski prerok Zaratustra, ki je morda živel in deloval tukaj. Nasprotno pa mošeja Imama Alija v Nadžafu v Iraku velja za grobišče ʿAlīja ibn Abīja Tāliba.

## Zgodovina
Najzgodnejši ohranjeni vir, ki navaja, da naj bi bil Ali pokopan v Balhu, je Tuhfat al-Albab andaluzijskega popotnika Abu Hamida al-Gharnatija (†1170). Abd al-Ghafur Lari je zapisal, da je Mohamed al-Bakir, peti šiitski imam, dodelil Abu Muslimu nalogo, da prenese Alijevo truplo v Horasan, čeprav je to verjetno apokrifno.
Prva stavba na tem mestu sega v seldžuško obdobje. Zgradil ga je sultan Ahmad Sandžar v 11. stoletju. V 13. stoletju so Mongoli pod vodstvom Džingiskana vdrli v Balh, kjer so masakrirali balhijsko prebivalstvo in uničili njihove bogoslužne prostore. Mošejo, ki jo je zgradil Sandžar, so leta 1220 uničili Mongoli.
V 15. stoletju je timuridski emir, sultan Husein Bajkara, ukazal rekonstrukcijo uničene stavbe.
V kasnejših letih so jo različni vladarji popravili in obdarili, vključno s šajbanidskim emirjem Abd al-Mu'minom ibn Abd Allahom Kanom, ki je zgradil kupolo. Kasneje je Berdi beg, kan Zlate horde, ki je vladal od leta 1357 do 1359, stavbi dodal več okraskov. V moderni dobi je leta 1910 nastal načrt za prenovo celotnega kompleksa.

## Opis
Starodavni timuridski okras je bil izgubljen. Leta 1860 je bilo svetišče obnovljeno na naročilo emirja Šer Ali Khana in nameščene so bogate modre ploščice, ki še vedno obstajajo. Zahodno od glavnih vrat svetišča ležita grobnici Šer Ali Kana in Vazir Akbar Kana, medtem ko je na vzhodu minaretu podoben golobji stolp. Te živali so znane po vsej državi in verjame se, da ima vsak golob duha. Verniki tudi verjamejo, da če siv golob prileti na ta kraj, bo zaradi svetosti kraja v 40 dneh pobelil.
Grobnica imama Alija je vzdolž ograje notranje komore in je zavita v bogato okrašene tkanine. Okraski na stenah in tleh reproducirajo cvetlične motive v svetlih barvah. Vsi minareti, kupole in zunanje fasade so okrašeni z modrimi in turkiznimi vzorci, ki sledijo geometrijskim oblikam, abstraktnim oblikam in kaligrafskim napisom.

## Galerija
- Muslimanski moški molijo med ramazanom, 2012
- Vhod v eno od stavb
- Pogled od daleč na mošejo leta 2011
- Beli golobi na dvorišču Modre mošeje
- Detajl
- Perzijski slog ploščic
- Družina hrani golobe

## Opis Roberta Byrona
Svetišče imama Alija opisuje Robert Byron v knjigi The Road to Oxiana:
»Od zunaj lahko vidite le majhen del konstrukcije, ki jo je želel Hussein Baikara; obe sploščeni kupoli pa kažeta na notranje in zunanje svetišče, nakazujeta, da je bil načrt prepisan iz Musalle iz Gohar Šada. Obloga zunanjih sten je bila v prejšnjem stoletju v celoti predelana z grobim geometrijskim mozaikom bele, svetlo modre, rumene in črne barve. Obstajajo še drugi dodatki po Niedermayerjevem obisku: na primer, turkizne terakotne balustrade v italijanskem slogu vzdolž glavnih parapetov se ne pojavljajo na njegovih fotografijah. V celoti gledano pa je skupina kot celota precej lepa in bi jo lahko opisali kot križanca med San Marcom v Benetkah in podeželsko vilo iz elizabetinskega obdobja, prevedeno v nebeško keramiko.»— Robert Byron, La via per l'Oxiana